# 川本宗孝
川本 宗孝（かわもと むねたか）は、日本の男性作曲家。2004年にビーイングの専属作曲家として契約し、主にビーイング系アーティストへ楽曲提供している。

## 作曲作品（アーティスト順）
- 愛内里菜
  - 『SUMMER LIGHT』（作詞：愛内里菜）（小熊のベア部屋 ED、ポシュレデパート深夜店 OP）
- 宇浦冴香
  - 『Stand by you』（作詞：宇浦冴香）
  - 『Tears 〜涙は見せたくない〜』（作詞：宇浦冴香）（JAPAN COUNTDOWN OP）
- 上木彩矢
  - 『叶わないなら〜winter lovers〜』（作詞：上木彩矢）
  - 『もう帰らない』（作詞：上木彩矢）
  - 『Forever More』（作詞：上木彩矢）
  - 『もう君だけを離したりはしない』（作詞：上木彩矢）（名探偵コナン ED）
  - 『Best of my love』（作詞：上木彩矢）
  - 『Crash』（作詞：上木彩矢）
- 北原愛子
  - 『夏だから!』（作詞：北原愛子）
- 倉木麻衣
  - 『Ready for love』（作詞：倉木麻衣）
- grram
  - 『大切なものはきっと』（作詞：久川実津紀）
- 滴草由実
  - 『Communication break out』（作詞：滴草由実）
- スパークリング☆ポイント
  - 『太陽（ティダ）の唄』（作詞：スパークリング☆ポイント）
- SM☆SH
  - 『Bounce★up』（作詞：伊東大和、作曲：川本宗孝・伊東大和(Rap部のみ)）（ジャパーン47ch ED）
- PINC INC
  - 『ココロは裏切らない』（作詞：碧井椿）
  - 『I need you baby』（作詞：碧井椿）
  - 『パンキッシュ!』（作詞：碧井椿）
  - 『Open My Heart Open Your Heart』（作詞：碧井椿）